# 魏清壬
魏清壬（1891年9月16日—1964年），字澄川，台灣日治時期的新竹醫師。本籍台北。魏篤生之子，兄魏清德。